# Juha Laukkanen
Juha Laukkanen (* 6. Januar 1969 in Pielavesi) ist ein finnischer Leichtathlet, der in den 1990er Jahren als Speerwerfer aktiv war. 
Seinen ersten internationalen Auftritt hatte er im Jahr 1988 bei den Weltmeisterschaften der Junioren in Greater Sudbury, wo er mit 65,54 m auf Platz zehn kam. 
Er nahm nur einmal – 1992 in Barcelona – an Olympischen Spielen teil. Mit 79,78 m verfehle er zwar die geforderte Qualifikationsweite von 80 Metern, gelangte jedoch als Neunter ins Finale, das er mit 79,20 m auf Platz sechs beendete. 
In der Folgezeit ging er zweimal bei Europameisterschaften – 1994 in Helsinki und 1998 in Budapest – an den Start. In Helsinki kam er mit 75,76 m nicht ins Finale. In Budapest dagegen qualifizierte er sich mit einem Wurf über 83,71 m direkt, konnte sich im Finale nochmals um gut einen Meter steigern und landete mit 84,78 m auf Platz fünf. 
Bei den Weltmeisterschaften 2001 in Edmonton kam er mit 78,88 m auf Platz 19. 
Da er mit Seppo Räty und Aki Parviainen starke Konkurrenz im eigenen Land hatte, konnte er nur zwei Landesmeisterschaften gewinnen: 1992 (86,72 m) und 1994 (81,92 m). 
Leistungsentwicklung:
| Jahr      | 1987  | 1988  | 1990  | 1991  | 1992  | 1993  | 1994  | 1995  | 1996  | 1997  | 1998  | 1999  | 2000  | 2001  |
| Weite (m) | 79,46 | 65,54 | 83,36 | 84,36 | 88,22 | 84,58 | 85,54 | 82,54 | 87,12 | 87,10 | 86,96 | 85,53 | 82,35 | 85,40 |

Mit seiner persönlichen Bestleistung von 88,22 m, geworfen am 20. Juni 1992 in Kuortane, rangiert er zurzeit (März 2007) auf Platz 18 der ewigen Weltbestenliste. 
Juha Laukkanen ist 1,86 m groß und wiegt 90 kg. 